# Zhuo
Zhuo (卓) ist ein chinesischer Familienname.

## Namensträger
- Dong Zhuo (139–192), chinesischer General
- Zhuo Lin (1916–2009), Ehefrau von Deng Xiaoping
- Timi Zhuo (* 1981), taiwanische Sängerin und Schauspielerin